# Les Prédateurs (téléfilm, 2007)
Pour les articles homonymes, voir Les Prédateurs.
Les Prédateurs est un téléfilm français en deux parties réalisé par Lucas Belvaux, diffusé en 2007.

## Synopsis
Ce téléfilm traite de l'affaire Elf.

## Fiche technique
- Réalisateur : Lucas Belvaux
- Scénario : Jacques Maillot et Matthieu Aron
- Dialogues : Anne-Louise Trividic et Jacques Maillot
- Durée : 200 minutes, téléfilm diffusé en 2 parties
- Dates de sortie :
  - le 15 octobre 2007 sur Canal+ (Première partie : "Les rois du pétrole")
  - le 22 octobre 2007 sur Canal+ (Seconde partie : "Le procès de l'affaire Elf")

## Distribution
- Aladin Reibel : Loïk Le Floch-Prigent
- Philippe Nahon : Alfred Sirven
- Nicole Garcia : Eva Joly
- Claude Brasseur : André Tarallo
- Odile Cohen : Christine Deviers-Joncour
- Nadia Kibout : Fatima Belaïd
- Wladimir Yordanoff : Maurice Bidermann
- Michel Voïta : Philippe Jaffré
- Olivier Pajot : Franchi
- Vincent Nemeth : Serge Rongère
- Pascal N'Zonzi : Omar Bongo
- Alex Descas : Pascal Lissouba
- Émile Abossolo M'Bo : Denis Sassou-Nguesso
- Robert Castel : André Guelfi
- Philippe Laudenbach : François Mitterrand
- Michel Ruhl : Jacques Chirac
- Hervé Falloux : Homme réunion
- Lydie Muller : la secrétaire
- Marc Prin : le garde du corps d'Eva Joly
- Olivier Breitman : Le président de la Fondation ELF
- Paul Barge : Roland Dumas